# Detox
A desintoxicação (muitas vezes abreviada para detox) é um tipo de tratamento de medicina alternativa que visa livrar o corpo de "toxinas" não especificadas - substâncias que os adeptos afirmam se acumular no corpo ao longo do tempo e têm efeitos indesejáveis a curto ou longo prazo. As atividades comumente associadas à desintoxicação incluem dieta, jejum, consumo exclusivo ou evitar alimentos específicos (como gorduras, carboidratos, frutas, vegetais, sucos, ervas), limpeza do cólon, terapia de quelação e remoção de obturações dentárias contendo amálgama.
Cientistas e organizações de saúde criticaram o conceito de desintoxicação por sua base científica infundada e pela falta de evidências para as alegações feitas. As "toxinas" geralmente permanecem indefinidas, com pouca ou nenhuma evidência de acúmulo tóxico no paciente. A organização britânica Sense About Science descreveu algumas dietas de desintoxicação e produtos comerciais como "um desperdício de tempo e dinheiro". enquanto a British Dietetic Association chamou a ideia de "absurdo" e um "mito de marketing". Dara Mohammadi resume "desintoxicação" como "uma farsa [...] um conceito pseudo-médico projetado para vender coisas", e Edzard Ernst, professor emérito de medicina complementar, descreve-o como um termo para tratamentos médicos convencionais para vício que foi "sequestrado por empresários, charlatães e golpistas para vender um tratamento falso".